# 마르첼로 마스트로야니상
마르첼로 마스트로야니상(이탈리아어: Premio Marcello Mastroianni)은 베네치아 국제 영화제에서 시상되는 상 가운데 하나이다. 1996년에 사망한 마르첼로 마스트로야니를 기리기 위해 1998년에 만들어졌다. 상의 목적은 신인 배우를 격려하기 위한 것이다.

## 역대 수상자
| 연도   | 수상자                            | 영화                        |
| ------ | --------------------------------- | --------------------------- |
| 1998년 | 니콜로 센니                       | 《L'albero delle pere》     |
| 1999년 | 니나 프롤                         | 《비엔나의 북부 지역》      |
| 2000년 | 미건 번스                         | 《리암》                    |
| 2001년 | 가엘 가르시아 베르날, 디에고 루나 | 《이 투 마마》              |
| 2002년 | 문소리                            | 《오아시스》                |
| 2003년 | 나얏 벤살렘                       | 《라자》                    |
| 2004년 | 마르코 루이시, 톰마소 라멘기      | 《라보라 콘 렌테자》        |
| 2005년 | 매노디 세자르                     | 《남쪽을 향하여》           |
| 2006년 | 이실드 르 베스코                  | 《언터처블》                |
| 2007년 | 하프시아 헤르지                   | 《생선 쿠스쿠스》           |
| 2008년 | 제니퍼 로렌스                     | 《욕망의 대지》             |
| 2009년 | 재스민 트린카                     | 《원대한 꿈》               |
| 2010년 | 밀라 쿠니스                       | 《블랙 스완》               |
| 2011년 | 소메타니 쇼타, 니카이도 후미      | 《두더지》                  |
| 2012년 | 파브리치오 팔코                   | 《잠자는 미녀》             |
| 2013년 | 타이 셰리던                       | 《조》                      |
| 2014년 | 로맹 폴                           | 《더 라스트 해머 블로우》   |
| 2015년 | 에이브러햄 아타                   | 《국적 없는 짐승들》        |
| 2016년 | 파울라 베어                       | 《프란츠》                  |
| 2017년 | 찰리 플러머                       | 《린 온 피트》              |
| 2018년 | 베이칼리 가남바르                 | 《나이팅게일》              |
| 2019년 | 토비 월리스                       | 《베이비티스》              |
| 2020년 | 루홀라 자마니                     | 《선 칠드런》               |
| 2021년 | 필리포 스코티                     | 《신의 손》                 |
| 2022년 | 테일러 러셀                       | 《본즈 & 올》               |
| 2023년 | 세이두 사르                       | 《더 캡틴》                 |
| 2024년 | 폴 키르셰                         | 《그들 뒤에 남겨진 아이들》 |